# Edgar Giesenberg
Edgar Giesenberg (* 13. Februar 1851 in Hamburg; † 14. Januar 1892 in Ilten) war ein deutscher Architekt.

## Leben
Giesenberg erhielt seine Schulbildung und praktische Bauausbildung in Hamburg. 1870/71 studierte er an der Berliner Bauakademie und 1872 bis 1873 an der Kunstakademie in Wien. 1873/74 unternahm er eine Italienreise und war anschließend als Privatbaumeister tätig. Von 1874 bis 1877 war er auch im Atelier von Richard Lucae angestellt. Im April 1877 wurde er Mitglied im Architektenverein zu Berlin. Von 1880 bis 1886 arbeitete er bei Gropius & Schmieden. Im Januar 1882 schloss er sich der Vereinigung Berliner Architekten an. 1891 wurde er Teilhaber bei Ende & Böckmann, musste aber 1891 aus gesundheitlichen Gründen in den Ruhestand treten. Er starb 1892 in der Heilanstalt Ilten.

## Werk
Giesenberg nahm mit Entwürfen an mehreren Wettbewerben teil, u. a.
- 1882: Reichstag in Berlin (zusammen mit Heinrich Stöckhardt)
- 1884: Bebauung der Museumsinsel in Berlin
- 1884: Börse in Amsterdam und Stadttheater in Halle/Saale
- 1885: Reichsgericht in Leipzig und Bebauung der Kaiser-Wilhelm-Straße in Berlin

An zahlreichen Entwürfen für ausgeführte Bauten war er beteiligt, u. a.
- 1874–1876: Opernhaus in Frankfurt/M (nach dem Tod Richard Lucaes übernahm er zusammen mit Albrecht Becker von 1876–1880 die Bauleitung)
- 1880–1882: Gewandhaus in Leipzig (Gropius & Schmieden)
- ab 1886: Bauten für Tokio (Ende & Böckmann)